# Picton (San Juan-Laventille)
Picton es una localidad de Trinidad y Tobago, que forma parte de la región de San Juan-Laventille.

## Geografía
La localidad abarca parte de la isla Trinidad y limita al norte con Gonzales (localidad perteneciente a la ciudad de Puerto España) y St. Barbs, al sur con Eastern Quarry, al este con Laventille y al oeste con Gonzales y East Port of Spain (ambas localidades pertenecientes a la ciudad de Puerto España).

## Demografía
Datos demográficos de la localidad de Picton:
| Gráfica de evolución demográfica de Picton entre 2000 y 2011 |
|                                                              |